# Bertha von Petersenn
Bertha von Petersenn (* 4. Oktober 1862 in Hottingen; † 2. Oktober 1910 in Kreuzlingen) war eine Schweizer Reformpädagogin und Leiterin des ersten Deutschen Landerziehungsheims für Mädchen (D.L.E.H.f.M.).

## Leben und Wirken
Bertha Helene Ferdinande (Nanny) von Petersenn war das älteste von vier Kindern des Pathologen Eduard von Rindfleisch (1890 von Prinzregent Luitpold von Bayern in den persönlichen Adelsstand erhoben) und dessen Ehefrau Helene, geb. Rostosky. Die akademische Laufbahn des Vaters führte die vermögende Familie von Zürich nach Bonn, später nach Würzburg. In letztgenannter Stadt gründete Eduard von Rindfleisch das Anatomische Institut.
Wie damals in höheren Kreisen üblich, wurde Bertha zu Hause von Privatlehrern unterrichtet. Um ihre Bildung zu vervollständigen, besuchte sie noch in Stuttgart das vornehme Katharinen-Stift, ein „Pensionat für Töchter der höheren Stände“. Von frühester Kindheit an erhielt das Mädchen privaten Klavierunterricht, u. a. von dem aus dem Baltikum stammenden Georg von Petersenn. Lehrer und Schülerin heirateten am 11. April 1882. Aus der als glücklich geltenden Ehe ging ein Kind hervor: Tochter Jutta (* 8. April 1888 in Berlin; † 17. Juni 1975), die 1911 den Reformpädagogen Hermann Lietz, den Begründer des ersten deutschen Landerziehungsheimes, die 1898 gegründete Pulvermühle bei Ilsenburg im Harz, heiratete.

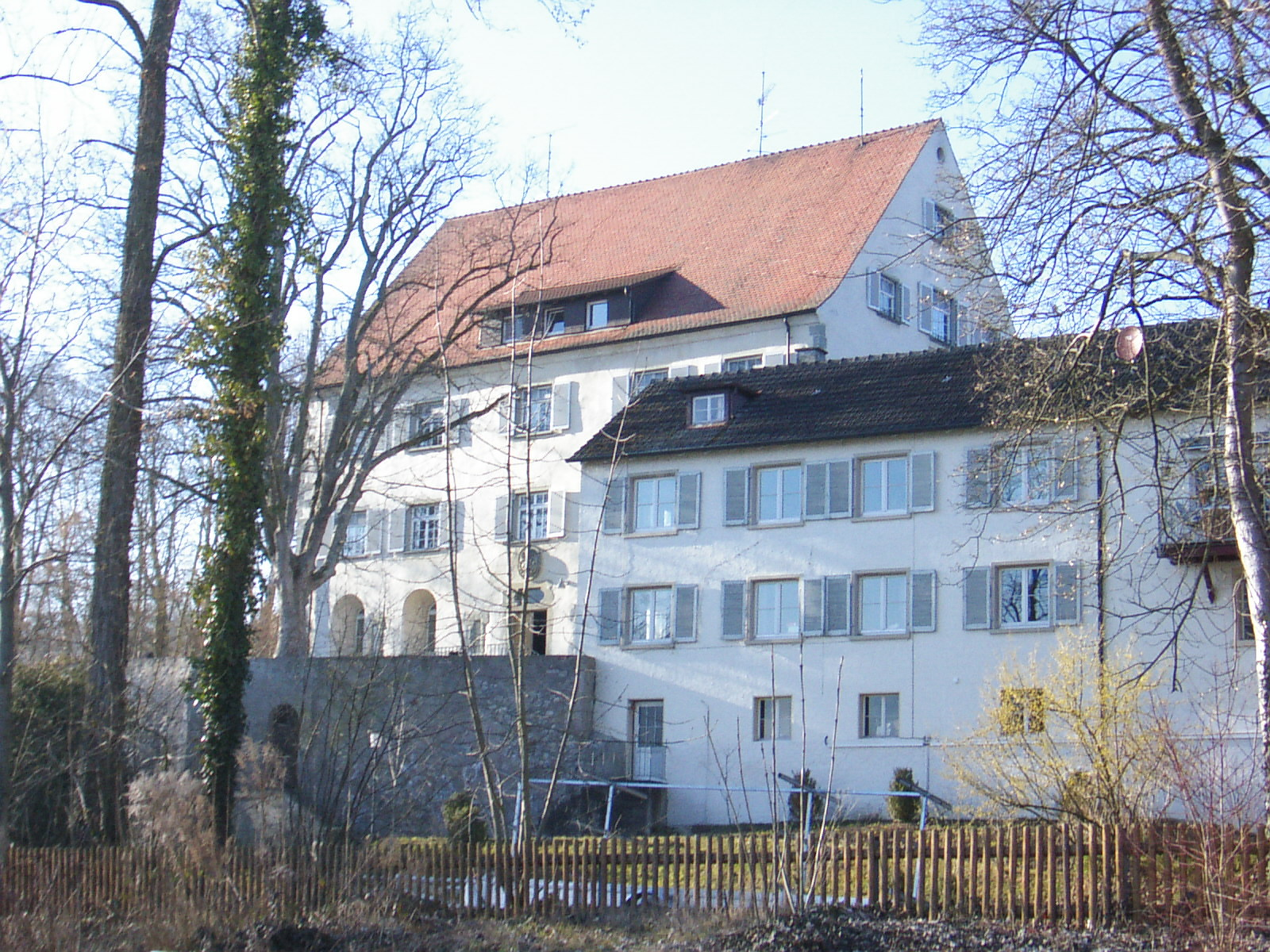
Das von Bertha von Petersenn gegründete Landerziehungsheim in Gaienhofen heute

1884 übersiedelte das Ehepaar nach Berlin. Dort erhielt Georg von Petersenn eine Professur an der Königlichen Hochschule für Musik (heute aufgegangen in der Universität der Künste Berlin). Bertha von Petersenn war mit der damaligen Erziehung und Bildung von Mädchen äußerst unzufrieden. Vor allem bemängelte sie die Erziehung, die auf Äußerlichkeiten Wert legte, aber auf die Charaktere der Mädchen keine Rücksicht nahm. Auf der Suche nach pädagogischen Alternativen lernte sie in Berlin über Moritz von Egidy Hermann Lietz kennen, der in den vornehmen Salons der Reichshauptstadt für seine pädagogischen Ideen warb. Sie war sogleich von der Lietzschen Erziehungskonzeption fasziniert, bedauerte allerdings, dass diese ausschließlich auf Jungen ausgerichtet war. Darum gründete Bertha von Petersenn mit Unterstützung von Hermann Lietz in einer Villa in Groß-Lichterfelde eine Privatschule für Mädchen. Das erste D.L.E.H.f.M. war geboren, das bald in ein geräumigeres Haus im Wald am Stolper See, zwischen Berlin und Potsdam (heute: Stadtbezirk Wannsee/Zehlendorf) gelegen, übersiedelte. Durch die isolierte Lage in der Natur sollte die Gesundheit des Körpers und Geistes gefördert werden. Die Kinder sollten unter Berücksichtigung der einzelnen Charaktere und Wünsche eine ganzheitliche Erziehung erfahren und unter einfachen Lebensbedingungen in kindgerechter Form erzogen werden, um später leistungsfähige Erwachsene zu werden.
1903 stand ein erneuter Umzug der privaten Bildungs- und Erziehungsinstitution an. Nach schwierigen Verhandlungen fiel die Wahl auf das Schloss Gaienhofen in Gaienhofen am Bodensee, zunächst von den Grafen von Bodman gepachtet. Als Vorteile gegenüber dem Berliner Domizil stellten sich die großen und zahlreichen Räume, umfangreiche Gärten, eigene Wiesen und Spielplätze dar, aber auch die Abgeschiedenheit des Dorfes und seine bäuerlich-ursprüngliche Umgebung. Georg von Petersenn erwarb 1905 das Anwesen. Der Schulbetrieb begann 1904 mit 14 Schülerinnen, vier Jahre später waren es bereits 33 Schülerinnen.
Bertha von Petersenn starb am 2. Oktober 1910 während einer Blinddarmoperation im Krankenhaus von Kreuzlingen. Die Leitung der Schule in Gaienhofen übernahm ihre Tochter Jutta. Die sterblichen Überreste von Bertha wurden wenige Tage später auf dem Schulgelände beigesetzt. Die von ihr gegründete und bis zu ihrem Tod geleitete Institution besteht noch heute unter dem Namen Schloss Gaienhofen – Evangelische Schule am Bodensee.
Das Grab auf dem Schulgelände wurde im Herbst 2014 aufgelöst und der Grabstein auf dem Schulgelände aufgestellt. Die sterblichen Überreste von Petersenns wurden kremiert und auf dem Friedhof in Hemmenhofen beigesetzt.

## Schriften
- Landerziehungsheim für Mädchen am Stolper See. In: Zeitschrift für Philosophie und Pädagogik. 8/1901, S. 70–71.
- Das erste Jahr im D.L.E.H. für Mädchen. In: Hermann Lietz (Hrsg.): Das dritte Jahr im Deutschen Landerziehungsheim bei Ilsenburg im Harz. Berlin 1901, S. 82 ff.
- Das zweite Jahr im D.L.E.H. für Mädchen zu Stolpe am Stolpersee bei Wannsee. In: Hermann Lietz (Hrsg.): Das vierte Jahr in deutschen Landerziehungsheimen. Berlin 1902, S. 42 ff., 95 ff. online
- Ostern 1904 bis Ostern 1905 im L.E.H Gaienhofen am Bodensee. Unser erstes Jahr im neuen L.E.H. In: Hermann Lietz (Hrsg.): Das siebte Jahr in deutschen Landerziehungsheimen. Schloss Bieberstein und Haubinda. Voigtländers Verlag, Leipzig 1905.online
- D.L.E.H. Gaienhofen 1906–07. In: Hermann Lietz (Hrsg.): Deutsche Landerziehungsheime. Das neunte Jahr (1906/1907). Leipzig 1910, S. 93 ff.
- Deutsches Landerziehungsheim für Mädchen. In: Hermann Lietz: Das erste und zweite Jahr im Deutschen Land-Erziehungsheim bei Ilsenburg in den Jahren 1898/1899. 2. Aufl. R. Voigtländers Verlag, Leipzig 1910, S. 82–86.